# Luiz Guilherme da Conceição Silva
Luiz Guilherme da Conceição Silva (født 16. juni 1986) er en brasiliansk fodboldspiller.